# Sultan Motor Company
Die Sultan Motor Company war ein US-amerikanischer Motorfahrzeughersteller, der überwiegend den Taximarkt belieferte. Bevor eine eigene Produktion anlief, ließ das Unternehmen vorübergehend Automobile bei der Otis Elevator Company fertigen.

## Unternehmensgeschichte
Über das Unternehmen ist wenig bekannt. Die Firma lautete ursprünglich Sultan Motor & Car Company. Es muss einen starken Bezug zum Hersteller des französischen Sultane gegeben haben, dessen Patente zumindest für den Sultan 12 HP und 12/15 HP verwendet wurden. Zwei im Allgemeinen sehr zuverlässige Quellen stellen die Ursprünge des Unternehmens unterschiedlich dar: Gemäß Standard Catalogue of American Cars 1805–1942 (1996) wurde die Sultan Motor Company 1904 von Henri de Buren unter dem Recht des Bundesstaats New York gegründet und hatte ihren Sitz in Springfield (Massachusetts); letzteres ist ab 1910 unbestritten. Nach dieser Quelle ließ Sultan die Fahrzeuge bis 1907 bei der Elektron Manufacturing Company in Springfield fertigen. Die Complete Encyclopedia of Motorcars, 1885 to the Present (1973) nennt 1906 als Gründungsdatum und New York City als Firmensitz; zumindest letzteres bestätigt auch die Illustrated Encyclopedia of American Trucks and Commercial Vehicles von 1996. Es gab zumindest eine Adresse in New York (121 West 89th Street), das muss aber nicht der Hauptsitz gewesen sein. Gemäß Complete Encyclopedia of Motorcars hätte Elektron Manufacturing von 1904 bis 1906 den Sultan auf eigene Rechnung produziert.

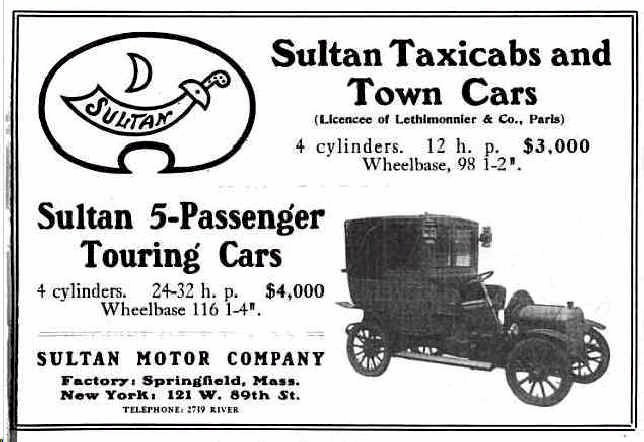
Sultan-Anzeige für 12 HP und 24/32 HP. Weder für eines dieser Modell noch für einen größeren Vierzylinder finden sich Hinweise nach 1907. Der Radstand von 98½ Zoll weist auf ein Baujahr vor 1909 hin. Eine Datierung der Anzeige zwischen 1904 und 1907 ist damit möglich.

Die 1908 von Percy K. Hexter gegründete Hexter Taxameter Cab Company in New York betrieb eine Flotte von 50 Sultan-Taxis. Später machte sich Hexter einen Namen als Konstrukteur eines Hybridbusses, der 1913 als Gas-Electric auf dem Markt erschien. Im gleichen Jahr wurde mit der Otis Elevator Company in Springfield ein neuer und ungewöhnlicher Auftragnehmer für die Automobilproduktion gefunden. Otis fertigte für Sultan Prototypen und die Serienmodelle des Sultan 12/15 HP der Modelljahre 1908 und 1909. Ob hier auch weiterhin der LKW mit 2 sh. tn. entstanden ist, geht aus den Quellen nicht hervor, hingegen ist klar, dass Sultan ab 1908 auch den Markt für Personenwagen bediente. 1910 bezog die Sultan Motor Company ihre eigenen Werkanlagen in Springfield und produzierte nun die Fahrzeuge selber. Als Chefingenieur wurde Nelson Bliss angestellt. Das Otis-Intermezzo deutet darauf hin, dass die Trennung von Elektron Manufacturing nicht frei von Reibungen verlief.
Die Herstellung des Sultan endete 1912, jene des französischen Sultane entweder um 1910 oder 1912.

### Nutzfahrzeuge
Ein LKW mit den Eckdaten des 24/32 HP Touring ist belegt: Vierzylindermotor, 32 bhp (23,9 kW) Leistung, A.L.A.M.-Rating 24 HP, Dreiganggetriebe, 116 in (2.946,4 mm) Radstand (Die Anzeige nennt 116,25 in (2.952,75 mm)), Nutzlast von 4.000 lb (1.814,369 kg) und ein Listenpreis von US$ 3000.-. Das Modell passt in die Zeit vor 1908, kann aber durchaus auch danach noch gefertigt worden sein. Der dazu passende Touring ist danach nicht mehr belegt.
Ein Lieferwagen-Version des 12/15 HP mit den gleichen technischen Daten ist für 1910 bis 1912 nachgewiesen.

## Technik
Die Literatur geht durchweg davon aus, dass alle Sultan Fahrzeuge in Lizenz gefertigt wurden. Daran lässt eine Anzeige Zweifel aufkommen, die den 24/32 HP nicht unter dieser Lizenz darstellt. Es ergibt sich folgende Übersicht (Details vgl. Tabelle „Modellübersicht“):
- Fahrgestell 98,5 in (2.502 mm); 1904–1909; Baureihen 12 HP[4] und 12/15 HP.[7][8]
- Fahrgestell 98 in (2.489 mm); 1910–1912; Baureihen 12/15 HP[7][8] und Series 800 (Lieferwagen)[1]
- Fahrgestell 116,25 in (2.953 mm); 1904–1907; Baureihe 24/32 HP[4] und ev. LKW 2 tn.

Sultan-Fahrzeuge enthielten viele aus Frankreich importierte Komponenten, was Reparatur und Wartung sehr erschwerte wegen deren europäischer (metrischer) Norm; in den USA war zölliges Werkzeug üblich.
Eine 12/15 HP Limousine (offenes Fahrerabteil, aber ein Dach von der Frontscheibe bis zum Heck) wog 2.400 lb (1.088,622 kg), ein Landaulet 2.450 lb (1.111,301 kg) Die nach 1908 erhältlichen Personenwagen waren weitgehend baugleich mit den Taxis; zur Grundausstattung der letzteren gehörte eine abnehmbare Kraftquelle, die für PKW nicht erhältlich war.

### Motor
Alle Sultan-Automobile hatten Vierzylindermotoren; ein für 1912 angekündigter Sechszylinder ist nie erschienen. Der bei weitem meistgebaute scheint der im 12 HP und 12/15 HP verwendete Motor Lizenz Lethimonnier gewesen zu sein. Zur Ventilsteuerung fehlen Angaben, ebenso zum Motorblock, der zu dieser Zeit aus einzeln oder paarweise gegossenen Zylindern, die mit dem Kurbelwellengehäuse verschraubt waren, bestanden haben dürfte. Mangels geeigneter Dichtungen wurden Verbrennungsmotoren damals üblicherweise ohne abnehmbaren Zylinderkopf konstruiert. Während zum französischen Sultane nur rudimentäre Daten vorliegen, gibt es präzisere aber widersprüchliche Angaben zum Daten zum Sultan 12 HP resp. 12/15 HP. So nennt eine Quelle 3 × 4⅜ Zoll Bohrung und Hub, woraus sich ein Hubraum von 123,7 c.i. errechnet. (umgerechnet 76,2 × 111,125 mm, Hubraum 2956 cm³). Eine andere Quelle nennt 75 × 110 mm, was 2851 cm³ergibt. Beides ist deutlich mehr als die 2,4 Liter, die eine Quelle für den ersten der französischen Sultane anzeigt. Der Motor war wassergekühlt nach dem Thermosiphonprinzip (ohne Wasserpumpe).
Die A.L.A.M. (Association of Licensed Automobile Manufacturers)-Leistungsangaben sind errechnet, nicht gemessen. Sie beziehen sich auf eine Norm dieses Herstellerverbands, die bei aller Ungenauigkeit erstmals Vergleichbarkeit unter verschiedenen Modellen gewährleistete. In Großbritannien entsprach sie dem anzuwendenden Ansatz für Steuer-PS.

### Kraftübertragung
Die Kraftübertragung erfolgte über ein mechanisches Dreiganggetriebe und eine Konuskupplung über eine Kardanwelle an die Hinterachse, was nach damaligem Stand der Technik einer modernen Lösung entsprach.

### Fahrgestell und Aufhängung
Zum eigentlichen Fahrgestell gibt es kaum Informationen. Üblich war ein Leiterrahmen, der bereits gekröpft sein konnten, und Starrachsen. Die vorhandenen Abbildungen zum 12 HP und 12/15 HP zeigen die üblichen, längs angeordneten Halbelliptik-Blattfederpakete. Der Radstand des 12/15 HP wird von den meisten Quellen vor 1909 mit 98 in (2.489 mm) angegeben. Wenn die genannte Anzeige herangezogen wird, dann kann dieser Radstand auch für den vor 1908 gebauten 12 HP angenommen werden.
Ab 1910 ist ein Radstand von 98,5 in (2.502 mm) erwähnt; eine Einzelquelle nennt 97 in (2.464 mm), die sich nirgends sonst finden. Sie nennt zudem eine Spur von 55,875 in (1.419 mm) vorn und hinten. Für den 12 HP und den 12/15 HP bis 1910 wurden Räder der Dimension 32 × 4 Zoll verwendet, letzterer erhielt ab 1911 Räder der Größe 34 × 4 Zoll. Für diese Fahrzeuge ist die damals auch in den USA nicht unübliche Rechtslenkung belegt. Die genannten Abbildungen zeigen die üblichen Artillerieräder.

## Modellübersicht

### Personenwagen und Taxi
| Modell (ALAM-Rating) | Bauzeit       | Motorbauform | Hubraum                 | Leistung        | Radstand             | Karosserie       | Listenpreis | Bemerkungen                                                                       |
| -------------------- | ------------- | ------------ | ----------------------- | --------------- | -------------------- | ---------------- | ----------- | --------------------------------------------------------------------------------- |
| 12 HP (12 HP)        | ca. 1904–1907 | R4           | 2200 cm³                |                 | 98,5 in (2.502 mm)   | Landaulet        | 3000 US$    | Gebaut bei Elektron. unvollständige Daten; nur Taxi, kein Privatverkauf bis 1908. |
| 12 HP (12 HP)        | ca. 1904–1907 | R4           | 2200 cm³                |                 | 98,5 in (2.502 mm)   | Town Car         | 3000 US$    | Gebaut bei Elektron. unvollständige Daten; nur Taxi, kein Privatverkauf bis 1908. |
| 24/32 HP (24 HP)     | ca. 1904–1907 | R4           |                         | 32 PS (23,5 kW) | 116,25 in (2.953 mm) | Touring, 5 Sitze | 4000 US$    | Gebaut bei Elektron. unvollständige Daten; ev. keine Lizenz Lethimonnier.         |
| 12/15 HP (14,4 HP)   | 1908          | R4           | 123,7 cu in (2.027 cm³) | 12 PS (8,8 kW)  | 98,5 in (2.502 mm)   | Touring          |             | Nur Abb.; Daten übernommen                                                        |
| 12/15 HP (14,4 HP)   | 1908–1909     | R4           | 123,7 cu in (2.027 cm³) | 12 PS (8,8 kW)  | 98,5 in (2.502 mm)   | Touring          | 3000 US$    | Kurz nach Einführung Preis von 4000 US$ reduziert; gebaut bei Otis.               |
| 12/15 HP (14,4 HP)   | 1908–1909     | R4           | 123,7 cu in (2.027 cm³) | 12 PS (8,8 kW)  | 98,5 in (2.502 mm)   | Landaulet        | 3000 US$    | Kurz nach Einführung Preis von 4000 US$ reduziert; gebaut bei Otis.               |
| 12/15 HP (14,4 HP)   | 1910          | R4           | 123,7 cu in (2.027 cm³) | 12 PS (8,8 kW)  | 98 in (2.489 mm)     | Touring          | 3000 US$    | Gebaut bei Sultan.                                                                |
| 12/15 HP (14,4 HP)   | 1910          | R4           | 123,7 cu in (2.027 cm³) | 12 PS (8,8 kW)  | 98 in (2.489 mm)     | Landaulet        | 3000 US$    | Gebaut bei Sultan.                                                                |
| 12/15 HP (14,4 HP)   | 1910          | R4           | 123,7 cu in (2.027 cm³) | 12 PS (8,8 kW)  | 98 in (2.489 mm)     | Roadster         | 2800 US$    | Gebaut bei Sultan.                                                                |
| 12/15 HP (14,4 HP)   | 1911          | R4           | 123,7 cu in (2.027 cm³) | 12 PS (8,8 kW)  | 98 in (2.489 mm)     | Town Car         | 2850 US$    | Gebaut bei Sultan.                                                                |
| 12/15 HP (14,4 HP)   | 1911          | R4           | 123,7 cu in (2.027 cm³) | 12 PS (8,8 kW)  | 98 in (2.489 mm)     | Runabout         | 2250 US$    | Gebaut bei Sultan.                                                                |
| 12/15 HP (14,4 HP)   | 1912          | R4           | 123,7 cu in (2.027 cm³) | 12 PS (8,8 kW)  | 98 in (2.489 mm)     | Limousine        | 2550 US$    | Gebaut bei Sultan.                                                                |
| 12/15 HP (14,4 HP)   | 1912          | R4           | 123,7 cu in (2.027 cm³) | 12 PS (8,8 kW)  | 98 in (2.489 mm)     | Landaulet        | 2400 US$    | Gebaut bei Sultan.                                                                |
| Six (14,4 HP)        | 1912          | R6           | 3700 cm³                | 12 PS (8,8 kW)  | 98 in (2.489 mm)     | Landaulet        | 2400 US$    | Projekt, unvollständige Daten                                                     |

### Nutzfahrzeuge
| Modell (ALAM-Rating) | Bauzeit       | Motorbauform | Hubraum                 | Leistung        | Radstand             | Aufbau                  | Listenpreis | Bemerkungen                                                                                   |
| -------------------- | ------------- | ------------ | ----------------------- | --------------- | -------------------- | ----------------------- | ----------- | --------------------------------------------------------------------------------------------- |
| Truck 2 tn (24 HP)   | 1904–?        | R4           |                         | 32 PS (23,5 kW) | 116,25 in (2.953 mm) | LKW 4.000 lb (1.814 kg) | 3000 US$    | Gebaut bei Elektron und ev. Otis/Sultan; unvollständige Daten; ev. keine Lizenz Lethimonnier. |
| Series 800 (14,4 HP) | ca. 1910–1912 | R4           | 123,7 cu in (2.027 cm³) | 12 PS (8,8 kW)  | 98 in (2.489 mm)     | Lieferwagen             | 2000 US$    | Gebaut bei Sultan.; wahrscheinlich 800 lb (362,874 kg) Nutzlast.                              |